# Mimumesa unicolor
Mimumesa unicolor är en stekelart som först beskrevs av Vander Linden 1829.  Mimumesa unicolor ingår i släktet Mimumesa, och familjen Crabronidae. Arten är reproducerande i Sverige.